# Pascal Canfin

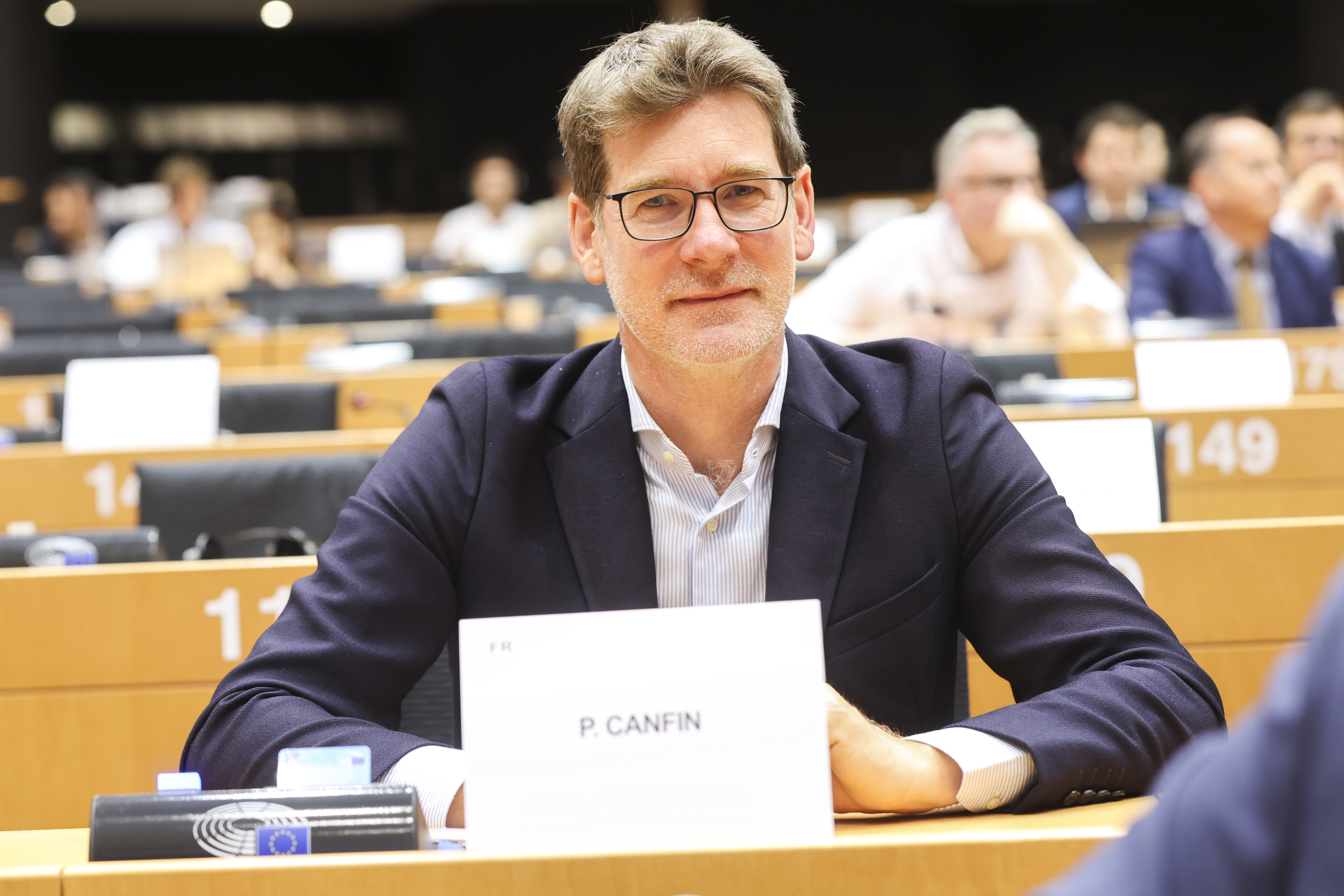
Pascal Canfin (2024)

Pascal Canfin (* 22. August 1974 in Arras) ist ein französischer Politiker (parteilos, bis 2015 Europe Écologie-Les Verts). Er war von 2009 bis 2012 und ist erneut seit 2019 Mitglied des Europäischen Parlaments.

## Leben und politische Karriere
Canfin besuchte das Institut d’études politiques (Sciences Po) in Bordeaux und wurde Magister im Studiengang für Europäische Studien an der Universität Newcastle. Von 2004 bis 2009 war er Wirtschaftsjournalist bei Alternatives économiques. 2007 veröffentlichte er das Buch L'Économie verte expliquée à ceux qui n'y croient pas („Grüne Ökonomie erklärt für diejenigen, die nicht daran glauben“).
Canfin trat 2001 den französischen Grünen (Les Verts) bei und hatte von 2005 bis 2008 den Vorsitz des Wirtschaftsausschusses der Partei inne. Von 2009 bis 2012 war er Mitglied des Europäischen Parlaments. Er belegte dabei den dritten Platz der Liste der Partei Europe Écologie im Wahlkreis Île-de-France hinter Daniel Cohn-Bendit und Eva Joly. Im Europaparlament saß er in der Fraktion Die Grünen/Europäische Freie Allianz, war Mitglied im Ausschuss für Wirtschaft und Währung und Delegierter für die Beziehungen zu den Vereinigten Staaten. Von 2009 bis 2011 war er zudem stellvertretender Vorsitzender des Sonderausschusses zur Finanz-, Wirtschafts- und Sozialkrise.
Vom 16. Mai 2012 bis 31. März 2014 war er als beigeordneter Minister für Entwicklung im Außenministerium unter Laurent Fabius Mitglied der französischen Regierung Ayrault. Anschließend arbeitete er als Berater für Klimapolitik beim amerikanischen World Resources Institute. Im Januar 2016 wurde er Generaldirektor der Umweltschutzorganisation WWF in Frankreich. Staatspräsident Emmanuel Macron berief Canfin im November 2018 in den Haut Conseil pour le climat (Hoher Rat für das Klima).
Bei der Europawahl 2019 zog er als Parteiloser auf der Liste Renaissance, die von Macrons Partei La République en Marche dominiert wurde, erneut in das Europäische Parlament ein. Dort gehört er nun der liberalen Fraktion Renew Europe an und war in der 9. Wahlperiode (2024–2029) Vorsitzender des Ausschusses für Umweltfragen, öffentliche Gesundheit und Lebensmittelsicherheit sowie Delegierter im Gemischten Parlamentarischen Ausschuss EU-Mexiko und in der Parlamentarischen Versammlung Europa-Lateinamerika.
Er ist in der 10. Legislaturperiode (2024–2029) Mitglied im Rechtsausschuss und erneut im Ausschuss für Umweltfragen, öffentliche Gesundheit und Lebensmittelsicherheit sowie stellvertretendes Mitglied im Ausschuss für Wirtschaft und Währung und im Unterausschuss für Steuerfragen.